# Mandarin Oriental Savoy
Das Hotel Mandarin Oriental Savoy (zuvor Savoy Baur de Ville) ist das älteste Grand Hotel der Stadt Zürich. Es wurde 1838 gegründet und steht an der Poststrasse am Paradeplatz. Es gehörte seit mehreren Jahrzehnten der Credit Suisse, seit 2023 der UBS, welche die Credit Suisse vollständig übernahm. Zum Hotel gehören zwei Restaurants und zwei Bars.
Betreiberin des Hotels ist die Mandarin Oriental Hotel Group.

## Geschichte

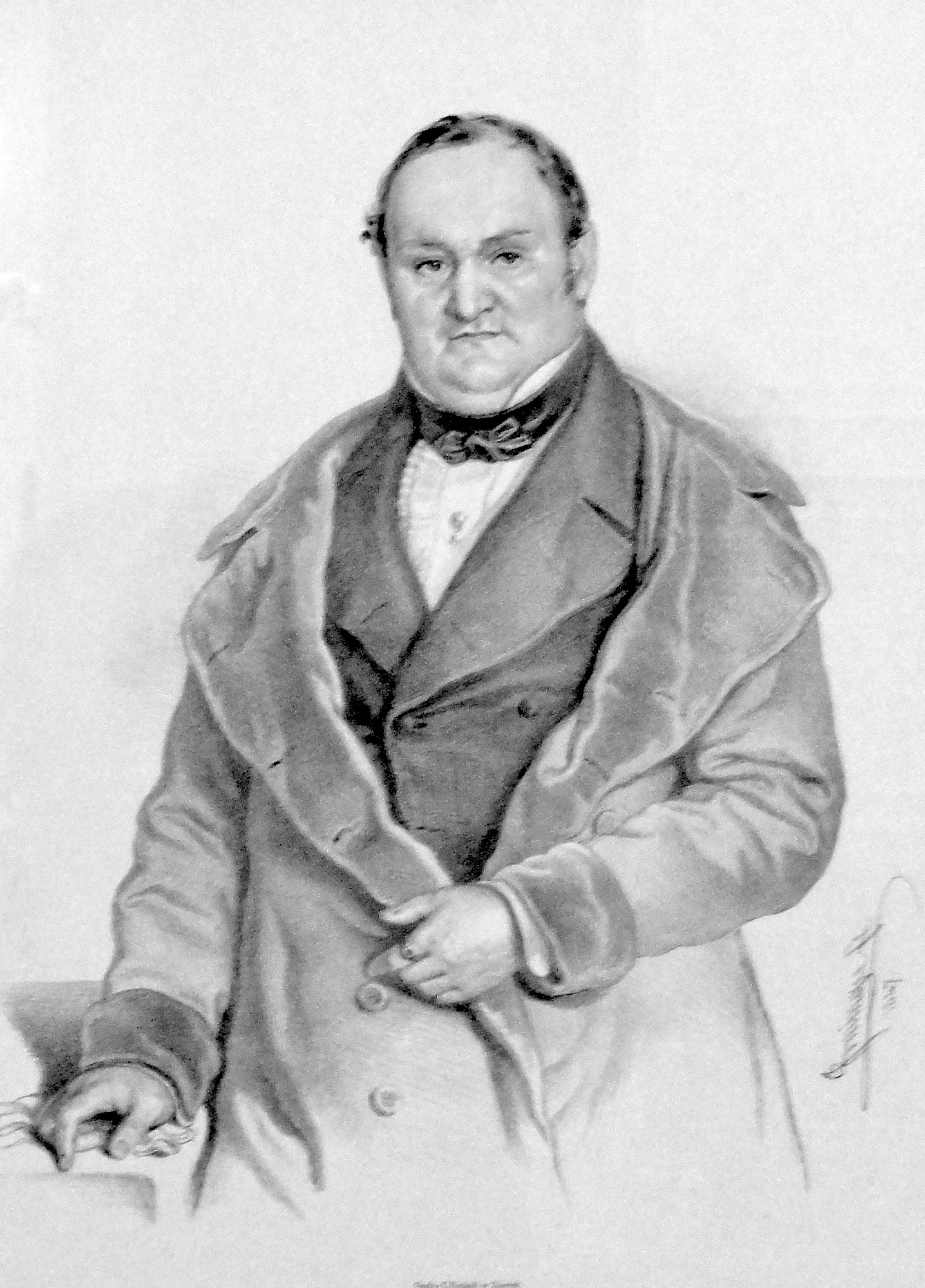
Johannes Baur

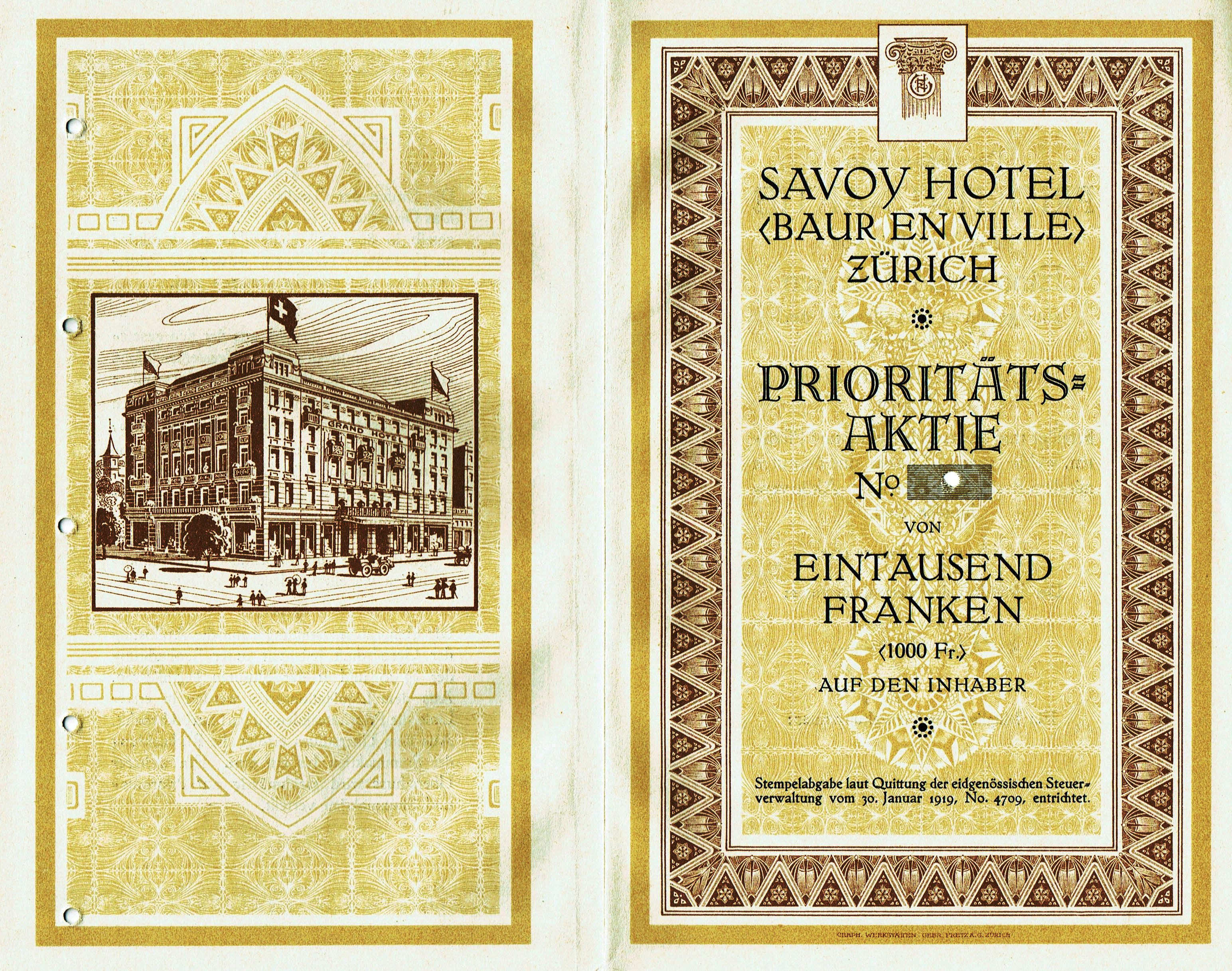
Aktie des Savoy Hotel (Baur en Ville) von 1919

Johannes Baur, ursprünglich Bäckergeselle aus dem österreichischen Vorarlberg, war in den 1820er-Jahren nach Zürich eingewandert. Zunächst betrieb er in der Marktgasse die Wirtschaft Zum Kirschbaum, gegenüber dem Zuckerbäcker David Sprüngli.
1837 kaufte Johannes Baur das Gebäude in Zürich, das zuvor als Pfarrhaus gedient hatte, und eröffnete unmittelbar neben der damals wichtigsten Posthaltestelle der Stadt das Café Baur. Gemeinsam mit seiner Frau Anna Knechtli baute Baur das Haus bis 1838 nach Plänen des Architekten Daniel Pfister zum Hotel um und eröffnete das Baur en Ville am 24. Dezember 1838 als «erstes eigentliches Hotel» der Stadt. Damals umfasste es 140 Betten und Stallungen für 36–40 Pferde. 1844 eröffnete Baur wenige hundert Meter entfernt am Zürichsee das Hotel Baur au Lac.
In der Chronik von 1845 finden sich die Namen von verschiedenen bekannten Persönlichkeiten der Zeit, die im Hotel Baur en Ville abstiegen, wie Friedrich Wilhelm von Bismarck und Anselm von Rothschild, Otto Wesendonck, Felix Mendelssohn Bartholdy, Charles Dickens und Franz Liszt.
1877 bis 1878 wurden das Haus und das Restaurant Orsini umgebaut. Nach dem Tod Baurs übernahm Heinrich Brunner das Hotel. Nach dessen Tod im Jahr 1880 wurde das Hotel von der Erbengemeinschaft weitergeführt und im Jahr 1899 an Jakob Lassmann, einen Liegenschaftsspekulanten aus Konstantinopel verkauft. 1899 wurde ein Umbau- und Erweiterungsprojekt der Architekten Chiodera und Tschudy im Stile der französischen Renaissance bewilligt, jedoch nicht ausgeführt. Lassmanns Spekulationen führten zum finanziellen Ruin und das Hotel ging an Jakob Schwarz.
1907 wurde unter Hoteldirektor Schwarz der Um- und Weiterbau bei den Architekten Pfleghard & Haefeli in Auftrag gegeben und am 13. Juni 1908 wurden 170 Zimmer neu eröffnet. Seitdem trägt das Hotel den Namenszusatz Savoy.
Seit 1923 ist das Hotel die Heimat der Vereinigten Zünfte zu Gerwe und Schumachern, am 28. November 1924 feierten die Vereinigten Zünfte ihr erstes Rechenmahl in dem Hotel. Seit 1923 trifft sich der 1890 von Zürich Rückkehrern gegründete Savoy Club im Hotel. 1975 wurde das baufällige Gebäude abgerissen und durch einen Neubau mit rekonstruierter Originalfassade ersetzt, der am 31. März 1978 eröffnet wurde.
In den 1990er Jahren wurden durch die Architekten Fässler & Partner bei laufendem Betrieb verschiedene Umbauarbeiten erledigt, wie 1997 die Sanierung der Fassade und des Daches, der Umbau von 90 Gästebädern und die Neugestaltung des Restaurants Orsini 1998, die Neugestaltung des Fest- und Zunftsaales 1999 und die Neugestaltung von 30 Gästezimmern und Ersatz des Vordaches am Haupteingang in 2000.
Ab 1985 leiteten Christina und Manfred Hörger das Hotel. 2015 verstarb Manfred Hörger und 2017 übergab Christina Hörger die Leitung an Werner Knechtli († 2022). 2018 wurde die Terrasse als Erweiterung der Savoy Bar wiedereröffnet. Bis 2022 hatte das Hotel 104 Zimmer und Suiten und 170 Mitarbeiter.
Anfang 2022 wurde das Hotel geschlossen, damit es umgebaut werden konnte. Die Wiedereröffnung war für 2024 geplant. Betreibergesellschaft wurde die Mandarin Oriental Hotel Group sein. Im Oktober 2022 wurde bekannt, dass die Credit Suisse das Hotel verkaufen wollte. Bis Mitte Juni 2023 war Urs Rohner, ehemaliger Verwaltungsratspräsident der Credit Suisse, Verwaltungsratspräsident des Hotels. Bis zu diesem Zeitpunkt war noch kein Käufer bekannt. Mit der Übernahme der Credit Suisse durch die UBS im März 2023 wechselte auch das Hotel in den Besitz der UBS. Im Dezember 2023 fand die Neueröffnung statt.
Das Mandarin-Oriental-Hotel wurde vom Pariser Innenarchitekten Tristan Auer neu gestaltet. Es hat heute 80 Zimmer und Suiten, die französisch inspirierte Savoy Brasserie & Bar sowie die Rooftop-Bar 1838, einen Ballsaal und ein historisches Zunftzimmer. Das Gourmet-Restaurant Orsini  wird vom italienischen Zwei-Sterne-Koch Antonio Guida geleitet.

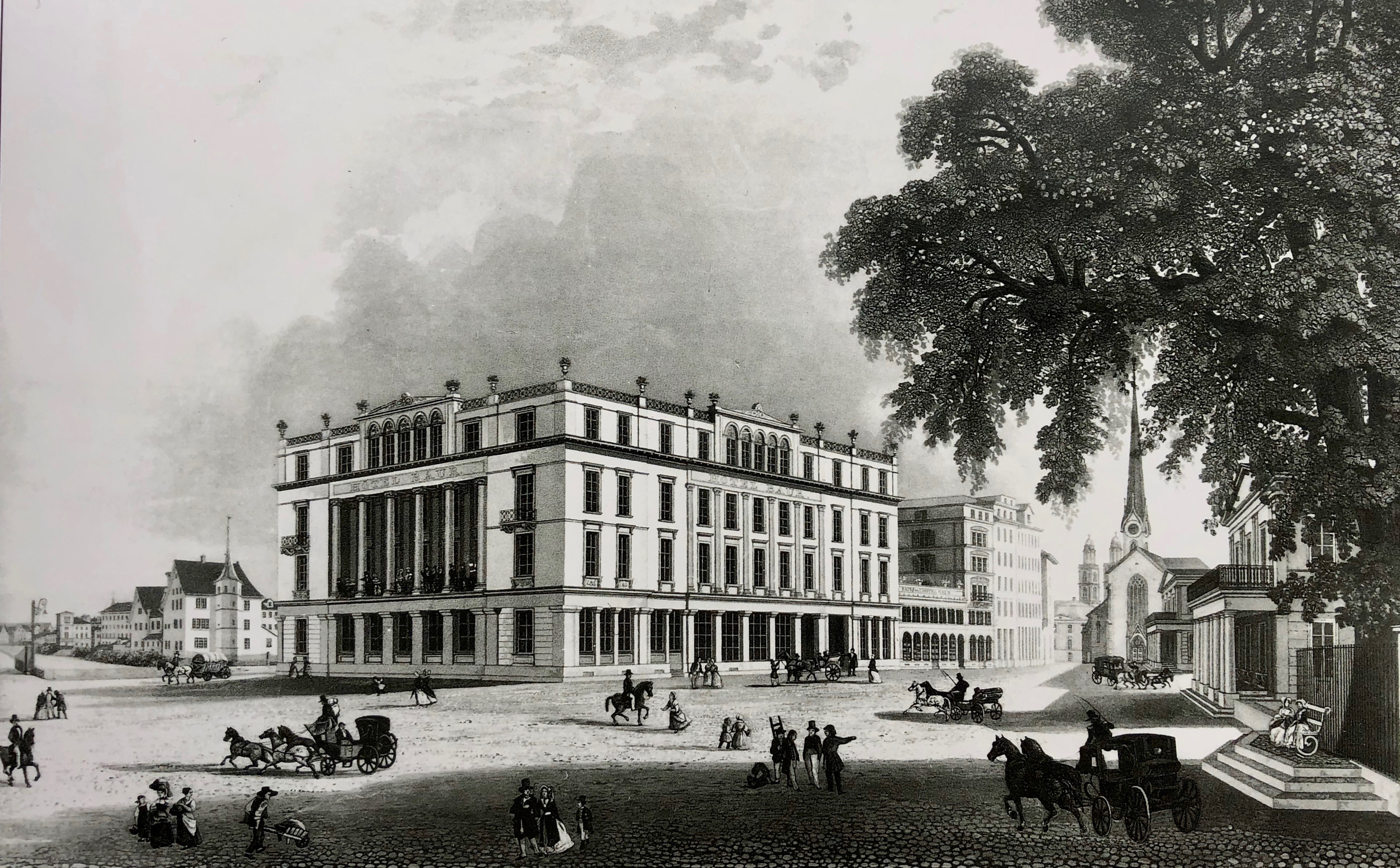
Das Baur en Ville im Eröffnungsjahr 1838
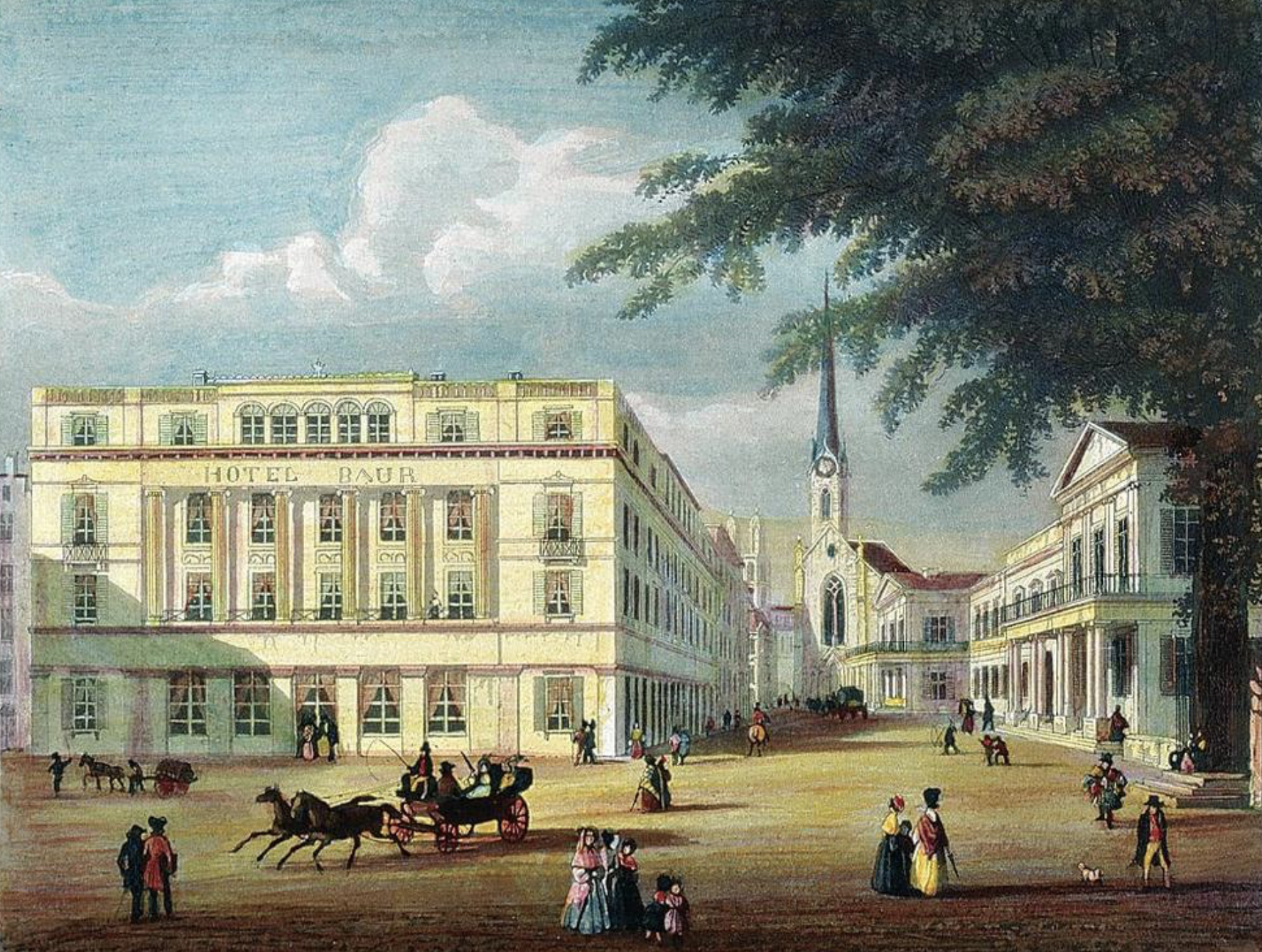
1840
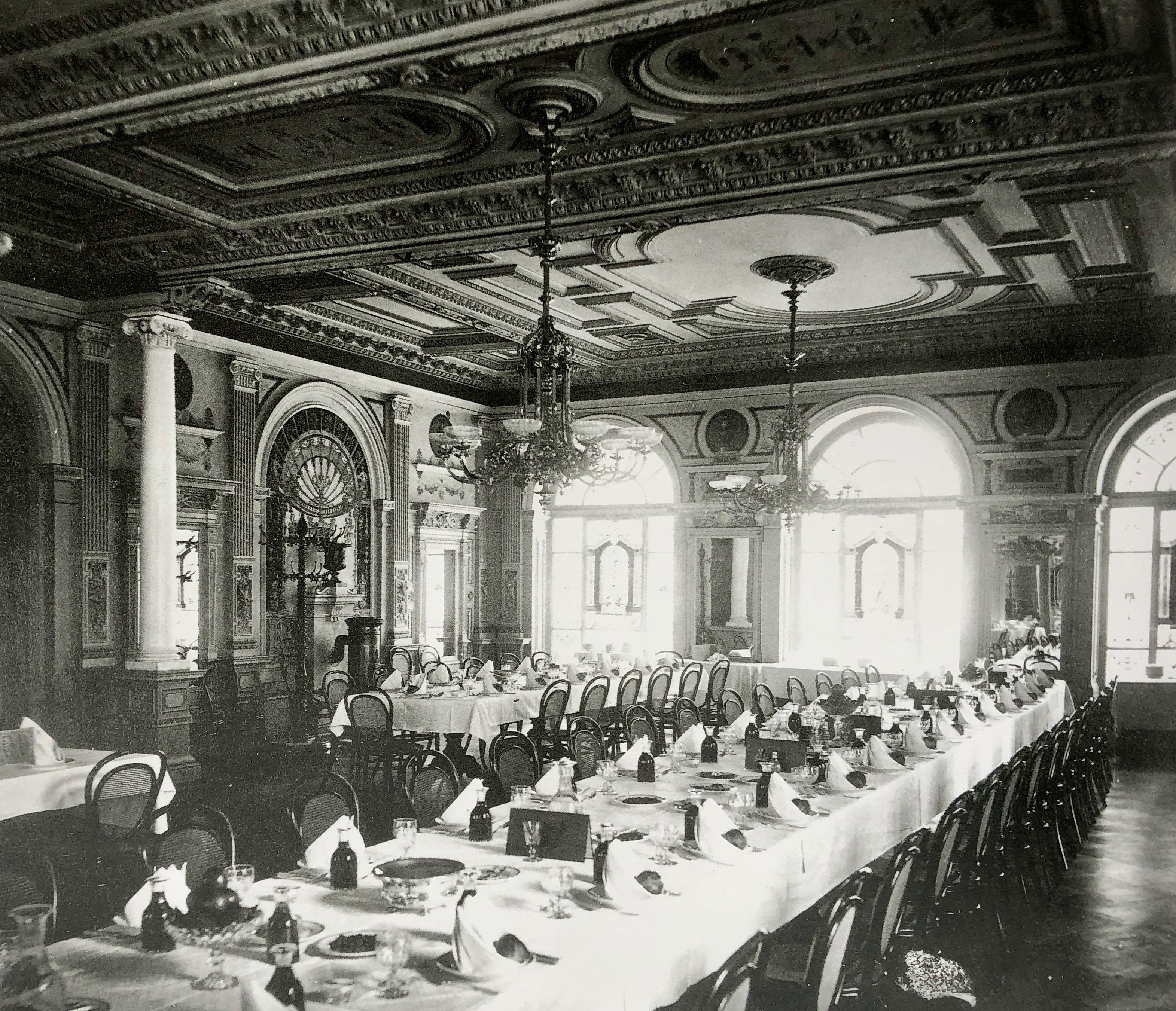
Speisesaal 1895
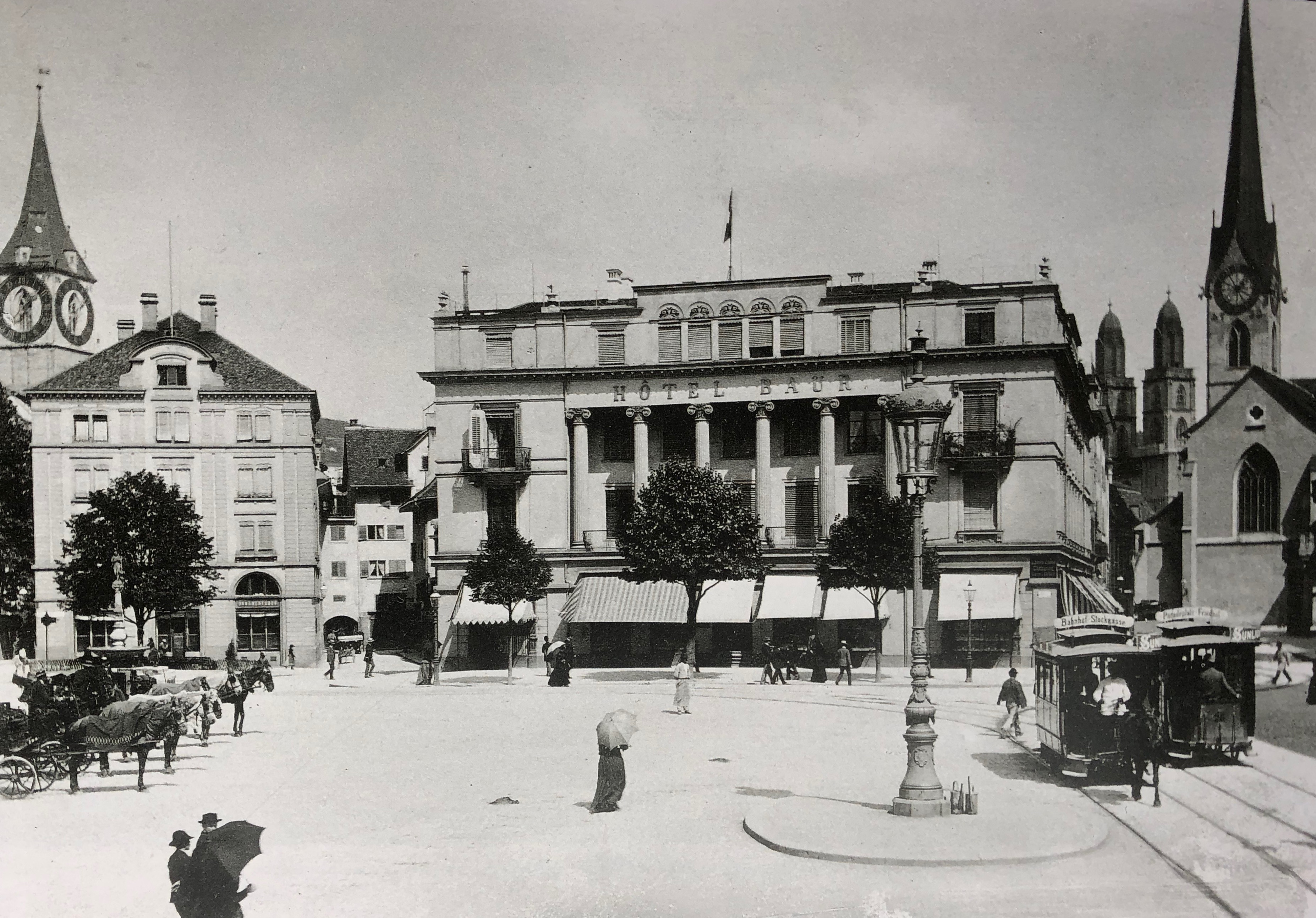
1897
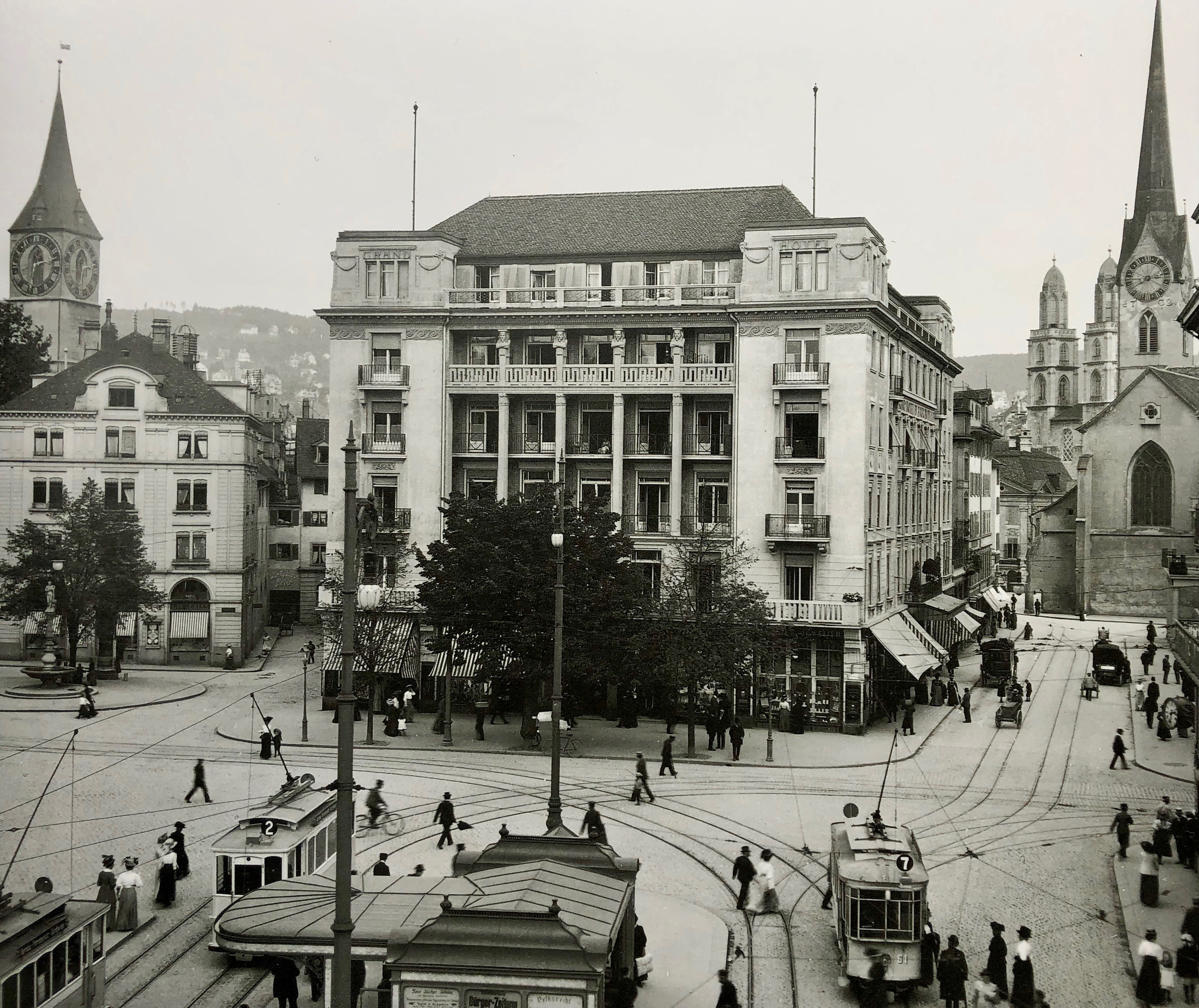
1910 nach der Aufstockung

## Architektur und Bauweise
1836 bis 1838 errichtete der Baumeister und Architekt Daniel Pfister einen regelmässigen, blockhaften Baukörper, gegliedert durch ionische Säulen und Pilaster mit ionischen Kapitellen. Im Rahmen des Umbaus 1907 wurde das Hotel um zwei Stockwerke erweitert, der Architektur-Stil des ursprünglichen Gebäudes wurde dabei beibehalten. Anstelle der ehemals durchgehenden Loggia wurden alle Zimmer hinter der Hauptfassade mit Veranden versehen und die Pfeiler im Erdgeschoss wurden verschmälert. Die neuen Stockwerke wurden durch stockwerkübergreifende Pfeiler mit Pflanzenkapitellen zusammengefasst. Der oberste Stock hebt sich ab durch ein mäanderartiges steinernes Geländer und Pharaonenfiguren, die das Gebälk tragen.
In den 1970ern musste das Gebäude nach Brandschutzrichtlinien, aber auch aus Komfortgründen komplett abgerissen werden, ein Umbau war nicht möglich. Gleichzeitig sollte jedoch das Strassenbild  erhalten bleiben, das am Paradeplatz aus den Tiefenhofhäusern, der Kreditanstalt und dem Hotel Savoy Baur en Ville besteht. Ein Bauwerk nach neuem, modernem Entwurf war deshalb ausgeschlossen. Der Auftrag für den Bau ging an die Karl Steiner AG, die die Fassade Stück für Stück abtrug, ein neues Gebäude errichtete, und anschliessend die historische Fassade wieder aufbaute. Im Inneren ist das Hotel demnach im Stile der 1970er-Jahre errichtet, während es von aussen immer noch die historische Fassade zeigt.